# 极速前进亚洲版5

《极速前进亚洲版5》（英語：The Amazing Race Asia 4）是真人秀電視節目《极速前进亚洲版》的第五季。於AXN播放。這節目也是在6年沉寂後再推出新版本。

## 內容
與過去4季相同，均由吳振天主持，冠軍獲得10萬美元。

## 資料來源
1. ↑  .   [2017-09-22]. （原始内容存档于2020-02-20）.